# بولیوارینیسم

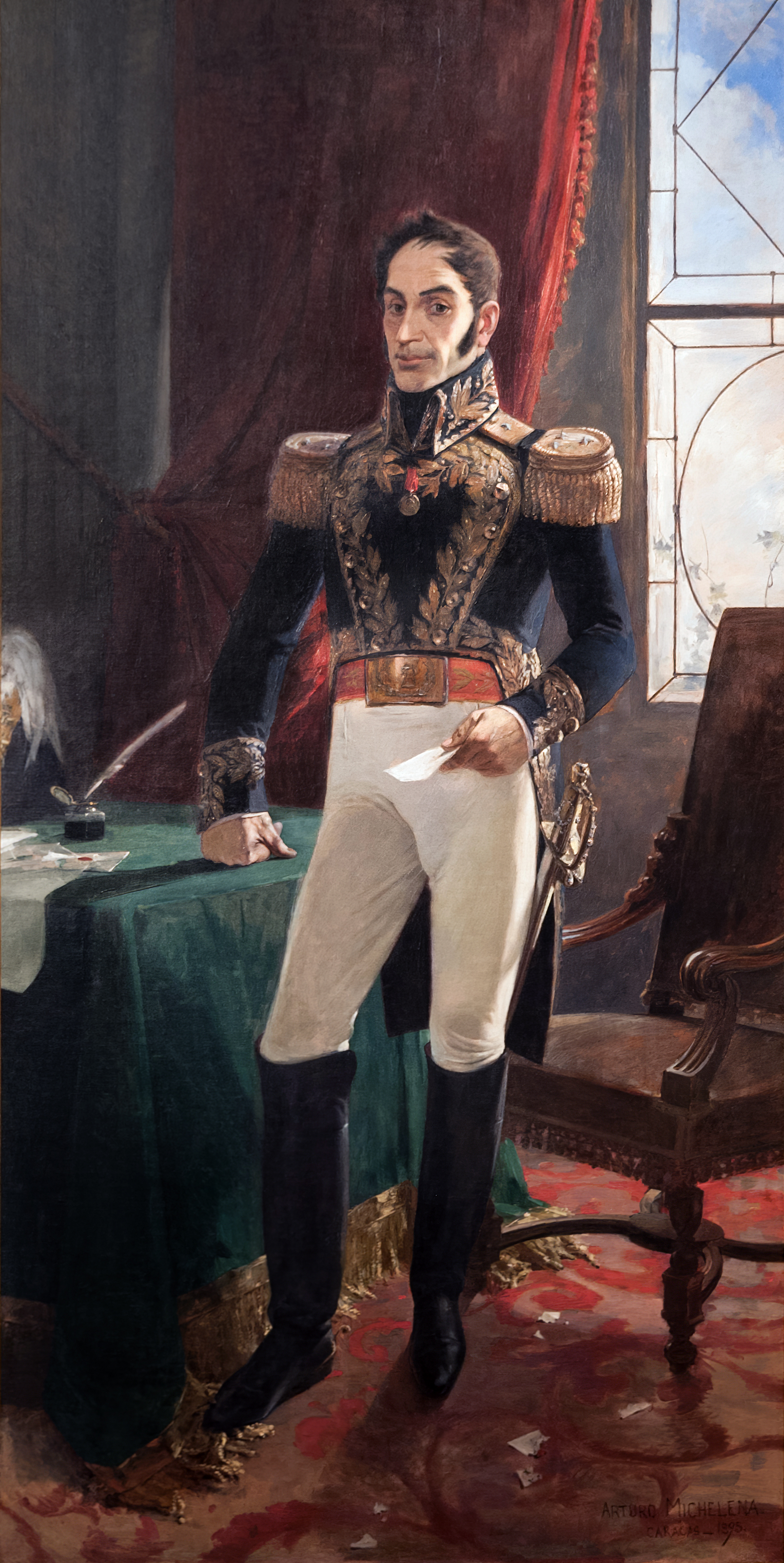
پرتره سیمون بولیوار، اثر آرتورو میچلنا - ۱۸۹۵

بولیوارینیسم (به انگلیسی: Bolivarianism) ترکیبی از پان‌هیسپامینگ، سوسیالیستی و ملی‌گرایی - میهن‌پرستی است. آرمان ثابت این جنبش در برابر بی عدالتی‌های امپریالیسم، نابرابری و فساد به نام بعد از سیمون بولیوار، به‌طور کلی ونزوئلا ۱۹ قرن و آزاد از پادشاهی اسپانیا پس از آن را در حالت تعلیق، که منجر به مبارزه برای استقلال در سراسر آمریکای جنوبی بود.

## بولیواریسم هوگو چاوز
در سال‌های اخیر، مهمترین مظهر سیاسی بولیواریسم در دولت رئیس‌جمهور ونزوئلا هوگو چاوز بود، که از ابتدای ریاست جمهوری خود را یک وطن‌پرست بولیواری می‌خواند و تفسیر خود را از چندین ایده‌آل بولیوار در امور روزمره اعمال می‌کرد، به عنوان بخشی از انقلاب بولیواری بود. این شامل قانون اساسی ۱۹۹۹ بود که نام ونزوئلا را به جمهوری بولیواری ونزوئلا و سایر ایده‌ها مانند مدارس بولیواری، محافل بولیواری و دانشگاه بولیواری ونزوئلا تغییر داد. اصطلاح "Bolivarianism" اغلب به‌طور خاص برای اشاره به قانون چاوز استفاده می‌شود.
نکات اصلی بولیواریسم که توسط چاوز تعالی داده شده‌است، موارد زیر است:
- حاکمیت اقتصادی و سیاسی آمریکای لاتین (ضد امپریالیسم)
- مشارکت مردمی سیاسی مردم از طریق آرا popular عمومی و همه‌پرسی (دموکراسی مشارکتی)
- خودکفایی اقتصادی (در مواد غذایی، ماندگاری‌های مصرف‌کننده و غیره)
- القای اخلاق ملی خدمات میهن پرستانه در مردم
- توزیع عادلانه منابع عظیم طبیعی (آمریکای جنوبی)
- از بین بردن فساد

نسخه چاوز از بولیوارییسم گرچه به شدت از آرمان‌های بولیوار استفاده می‌کرد، اما از نوشته‌های مورخ مارکسیست فدریکو بریتو فیگوروا نیز گرفته شد. چاوز همچنین از سنت اسپانیایی زبان آمریکایی تحت تأثیر قرار بود cooperativism در اوایل زندگی خود را مانند که تمرین توسط، خورخه گایتان، فیدل کاسترو، چه گوارا و سالوادور آلنده. از دیگر تأثیرات اساسی در فلسفه سیاسی چاوز می‌توان به آزکوئیل زامورا و سیمون رودریگز اشاره کرد. اگر چه خود چاوز با اشاره به ایدئولوژی خود را به عنوان bolivarianismo ("Bolivarianism")، حامیان و مخالفان چاوز در ونزوئلا به خود را به عنوان یا علیه چاویزمو ("مراجعه کنید Chavism "). طرفداران چاوز خود را چاویستا می‌نامند .
بعداً در زندگی خود، چاوز به نقشی که سوسیالیسم دموکراتیک (نوعی سوسیالیسم که خواستار نهادهای دموکراتیک در اقتصاد است) در بولیوارییسم اعتراف می‌کند. چاوز حمایت خود از سوسیالیسم دموکراتیک را به عنوان بخشی جدایی ناپذیر از بولیواریسم اعلام کرد و اعلام کرد که بشریت باید «نوع جدیدی از سوسیالیسم، یک نوع اومانیستی را بپذیرد، که انسان‌ها و نه ماشین‌ها یا دولت را بالاتر از همه قرار می‌دهد». وی بعداً در یک سخنرانی ۲۶ فوریه در چهارمین اجلاس بدهی اجتماعی که در کاراکاس برگزار شد، این احساس را تکرار کرد.

## تعاریف و اختلافات دیگر
از نظر تاریخی، هیچ تعریف قابل قبول جهانی در مورد استفاده صحیح از اصطلاحات «بولیواریایی» و «بولیواریایی» در تمام کشورهای منطقه وجود نداشته‌است. بسیاری از رهبران، جنبش‌ها و احزاب به‌طور نامشخص از آنها برای توصیف خود در بیشتر قرون ۱۹ و ۲۰ استفاده کرده‌اند.

### پان هسپانیسم
افرادی که خود را بولیواریانوس خوانده‌اند ادعا می‌کنند از ایدئولوژی کلی بیان شده در متون بولیوار مانند کارتا جامائیکا و Discurso de Angostura پیروی می‌کنند. برخی از ایده‌های بولیوار شامل ایجاد اتحادیه ای از کشورهای آمریکایی اسپانیایی‌تبار، ارائه آموزش عمومی و اجرای حاکمیت برای مبارزه با حمله خارجی است، که تفسیر شده‌است شامل تسلط اقتصادی توسط قدرت‌های خارجی است. نمونه ای از چنین اتحادیه ای گران کلمبیا، مجموعه ای از کشورها متشکل از ونزوئلا، کلمبیا، پاناما (بخشی از گرانادای جدید در آن زمان) و اکوادور بود.
گروه شورشی کلمبیایی FARC نیز در سالهای اخیر خود را الهام گرفته از آرمانهای بولیوار و نقش او در مبارزات استقلال طلبانه قرن ۱۹ علیه اسپانیا دانسته‌است. این کشور همچنین علناً همدردی خود را با چاوز و انقلاب بولیواری وی اعلام کرده‌است، گرچه هیچ‌یک از این افراد درگیری با گروه شورشی را تأیید یا انکار نمی‌کنند.
یک سازمان چریکی ونزوئلا، نیروهای بولیواریایی آزادی نیز از بولیواریایی حمایت می‌کند، اگرچه مشخص نیست که آنها هیچ ارتباطی با دولت ونزوئلا دارند.

### چاویسمو
Bolivarianism در ونزوئلا نیز به (توسط مخالفان آن گاهی اوقات کنایه آمیز) اشاره به عنوان چاویزمو یا "Chavezism". از طرفداران به عنوان Chavistas یاد می‌شود.
چندین حزب سیاسی در ونزوئلا از Chavismo حمایت می‌کنند. حزب اصلی، که مستقیماً به چاوز وابسته است، حزب متحد سوسیالیست ونزوئلا (PSUV) است، که جایگزین جنبش جمهوری پنجم شد (به اسپانیایی: Movimiento Quinta Republica، که معمولاً با سه حرف MVR به آن اشاره می‌شود). از دیگر احزاب و جنبش‌های حمایت از Chavismo می‌توان به حزب کمونیست ونزوئلا، وحدت مردمی ونزوئلا و توپاماروس اشاره کرد.
میهن چپ برای همه (به اسپانیایی: Patria Para Todos یا PPT)، جنبش برای سوسیالیسم (به اسپانیایی: Movimiento al Socialismo یا MAS)، علت رادیکال (به اسپانیایی: Causa R) و برای سوسیال دموکراسی (به اسپانیایی: Por la Democracia Social) در ابتدا از Chavismo حمایت می‌کرد، اما آنها از آن فاصله گرفته‌اند و اکنون با آن مخالفت می‌کنند.
مقاله ۲۰۰۲ در بوستون گلوب گفت: چاویسمو «باعث فوران خشم عمومی شد که رئیس جمهور کاریزماتیک و تقابل را دوباره به قدرت رساند، پس از آنکه گروهی از افسران نظامی او را در آوریل به مدت دو روز به نفع یک رئیس جمهور بازرگان برکنار کردند»، افزود که «پدیده Chavismo تقریباً دارای ویژگیهای مذهبی است».

## گسترش
بولیواریسم در بولیوی و اکوادور که بحران احزاب سیاسی را تجربه کردند تقلید شد. طبق یک مطالعه در سال ۲۰۱۷، بولیواریسم نتوانست از طریق آمریکای لاتین و کارائیب گسترش یابد "در کشورهایی که احزاب سیاسی و نهادهای دموکراتیک همچنان در آن فعالیت می‌کنند، و جامعه چپ و جامعه مدنی به دموکراسی، کثرت گرایی و حقوق لیبرال به دلیل تجارب وحشیانه خودکامه". این مطالعه همچنین نشان داد که "ترس از بولیواریاریسم همچنین منجر به کودتایی علیه رئیس جمهور زلایا در هندوراس شد ".
جنبه‌های بولیواریسم توسط حزب سیاسی اسپانیا Podemos اقتباس شد.